# Gignac (Vaucluse)
Gignac [ʒiɲak] ist eine südfranzösische Gemeinde mit 73 Einwohnern (Stand 1. Januar 2022) im Département Vaucluse in der Region Provence-Alpes-Côte d’Azur. Sie gehört zum Arrondissement Apt und zum gleichnamigen Kanton. Die Bewohner nennen sich Gignacois oder Gignacoises.
Die angrenzenden Gemeinden sind Simiane-la-Rotonde im Norden, Viens im Osten, Caseneuve im Süden, Rustrel im Westen und Lagarde-d’Apt (Berührungspunkt) im Nordwesten.

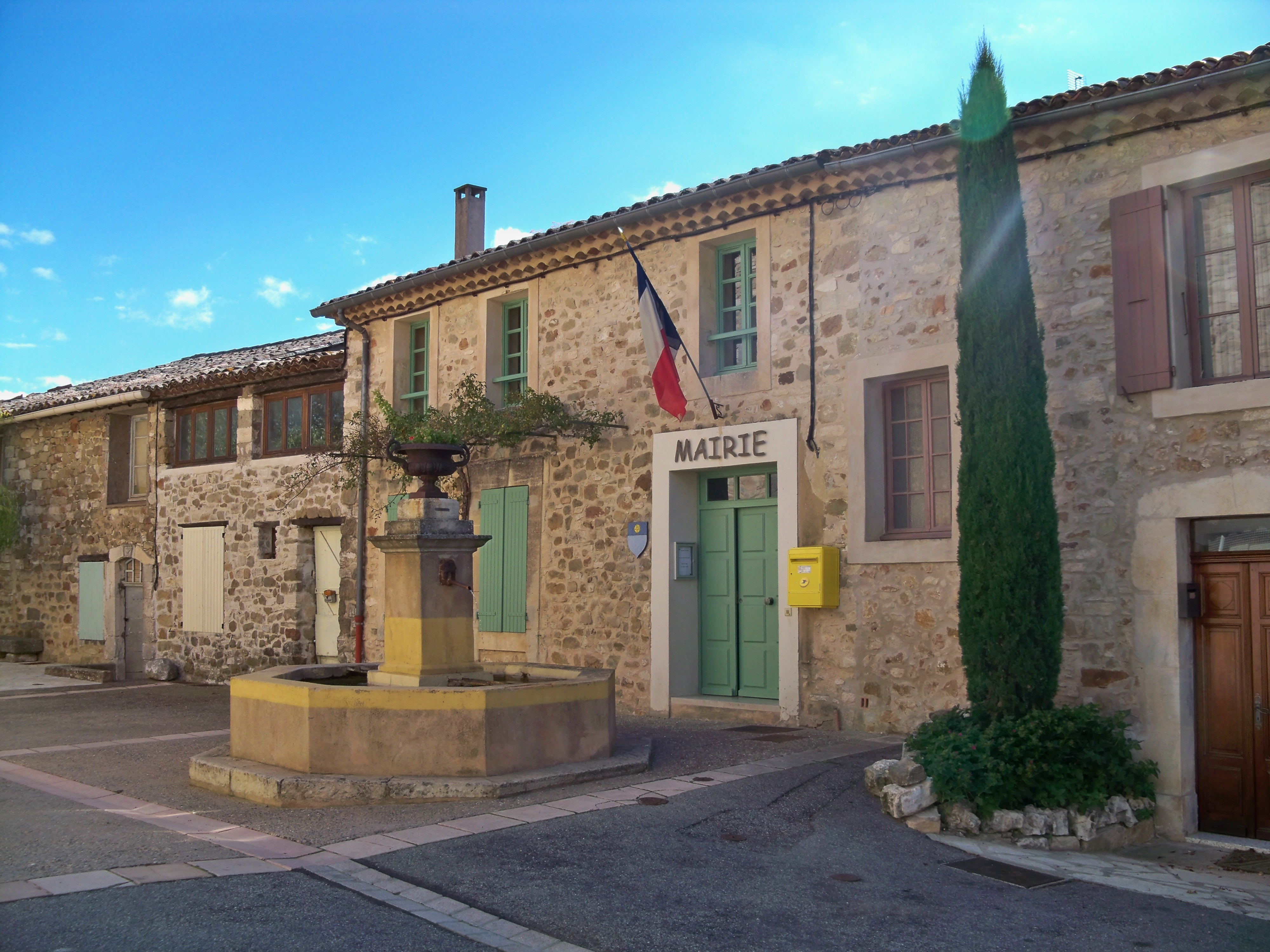
Mairie (Rathaus)

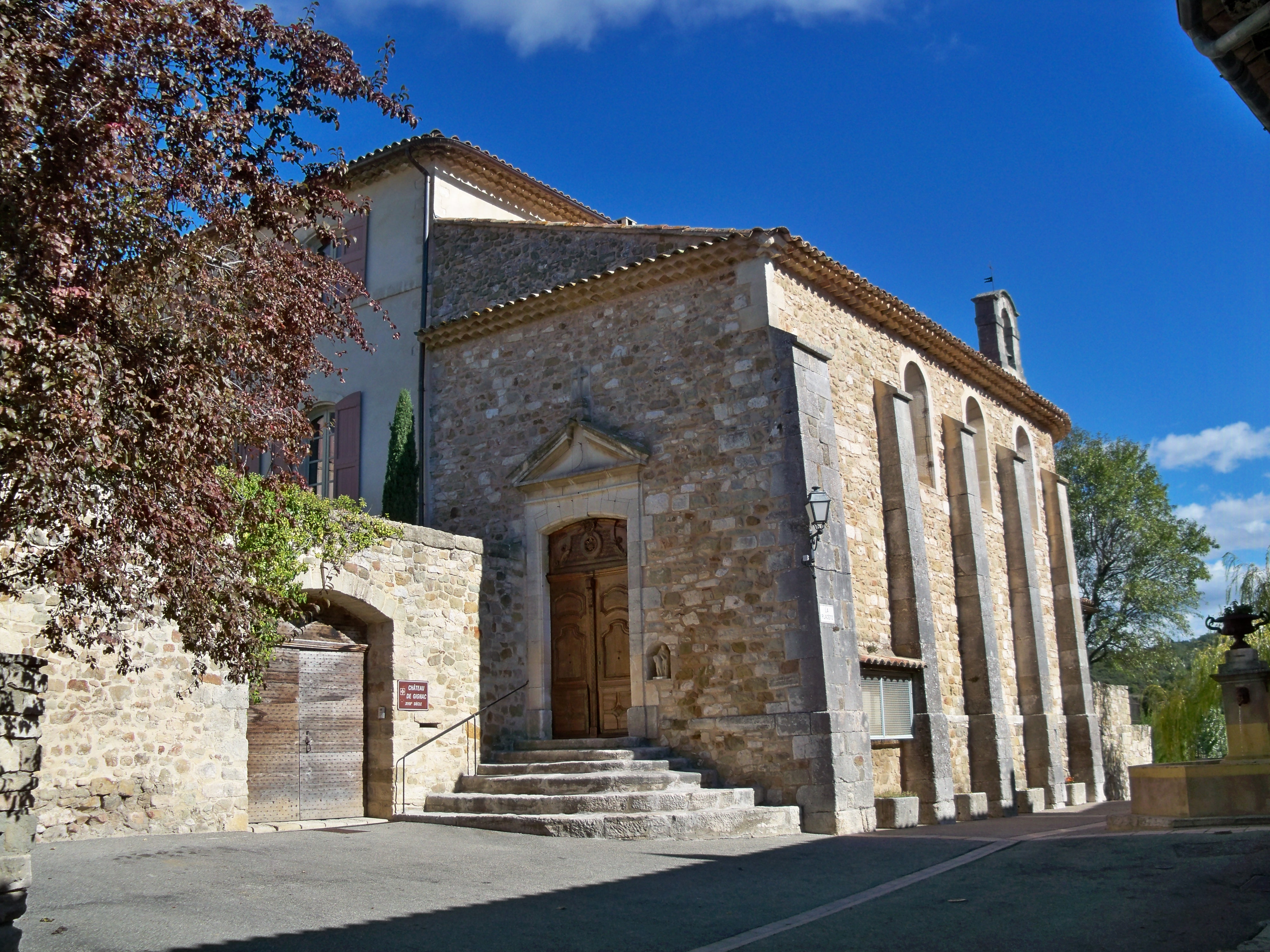
Kirche Saint-Martin

## Bevölkerungsentwicklung
| 1962 | 1968 | 1975 | 1982 | 1990 | 1999 | 2006 | 2014 |
| ---- | ---- | ---- | ---- | ---- | ---- | ---- | ---- |
| 26   | 29   | 21   | 29   | 35   | 48   | 66   | 61   |

## Sehenswürdigkeiten
- Schloss Gignac, Monument historique